# Kumulschaden
Der Kumulschaden ist im Versicherungswesen die Summe der aus einem Kumul von mehreren einzelnen, bei unterschiedlichen Versicherungsnehmern eingetretenen Schäden, die regional durch dasselbe Schadensereignis verursacht wurden. Hier werden die einzelnen Schadenereignisse je Versicherungsart gebündelt dargestellt.

## Außenwirkung
Mit großen Kumulschäden ist beispielsweise bei ausgedehntem Naturkatastrophen wie Hochwasser zu rechnen. Um hier eine ausreichende Risikostreuung zu gewährleisten, müssen Risiken aus mehreren geographischen Regionen und unterschiedlichen Einzugsgebieten zusammengefasst werden; zur Erzielung größerer Risikokollektive sind Elementarschäden außerdem in der Regel als unabwendbare, nicht vorhersehbare Naturgewalt nur im Verbund versicherbar, d. h. bei gleichzeitiger Absicherung gegen Überschwemmung, Erdbeben, Hagelschlag, Lawinen, u. a.

Siehe auch Elementarschaden-Rückversicherung.

## Kumulschadenexzedenten-Rückversicherung
In der Kumulschadenexzedenten-Rückversicherung trägt der Rückversicherer die Summe aller Schäden aus einem Schadenereignis (z. B. im Kraftfahrtkaskogeschäft alle durch einen Hagelschlag betroffenen Fahrzeuge eines Erstversicherers) ab dem Überschreiten der Priorität, soweit eine vertraglich vereinbarte Anzahl von Policen oder Risiken von diesem Ereignis im Zuge nicht proportionalen Rückversicherungsverträge überschritten wurde.

## Kumulgrenze
Die Kumulgrenze (auch Kumulschadengrenze) gibt den Höchstbetrag vor, der von einem Versicherer für alle Betroffenen ausgezahlt wird. Lediglich sechs Versicherer, darunter Basler, Grazer Wechselseitige und Victoria Volksbanken, kennen keine solche Einschränkung. Bei der Mehrzahl der Versicherer beträgt die Höchsthaftungssumme dagegen zwischen nur einer Million (Zürich/Zurich Connect) und 30 Millionen Euro (z. B. Allianz, Donau und Uniqa).